# Psarki (województwo wielkopolskie)
Psarki – wieś w Polsce położona w województwie wielkopolskim, w powiecie szamotulskim, w gminie Pniewy.
W latach 1975–1998 miejscowość należała administracyjnie do województwa poznańskiego.

## Położenie
Niewielka wieś otoczona lasami z dostępem do drogi wojewódzkiej nr 187. Od Pniew ok. 7 km.